# 최선의 의도
《최선의 의도》(스웨덴어: Den goda viljan, 영어: The Best Intentions)는 1992년 개봉한 스웨덴의 드라마 영화, 텔레비전 4부작 드라마이다. 빌리 아우구스트가 감독을, 잉마르 베리만이 감독을 맡았다. 1992 칸 국제 영화제 황금종려상 수상작이다.
각본을 맡은 잉마르 베리만의 부모님의 실제 이야기가 가미된 반 전기적 작품이다.

## 줄거리
20세기 초, 헨리크 베리만은 스웨덴 교회의 교구 목사가 되기 위해 공부하고 있다. 가난한 그는 친구이자 안나의 오빠인 에른스트를 통해 부유한 안나 오케르블롬을 만난다. 안나는 허영심 많고 고집스러우며, 헨리크의 생각으로는 엘리트주의자이지만, 매력적이고 쾌락을 즐길 줄 아는 사람이기도 하다. 헨리크는 웨이트리스 프리다와 성적인 관계를 맺고 있지만, 안나는 그를 유혹하여 약혼을 제안한다. 헨리크와 안나가 서로를 더 많이 만나기 시작하면서 헨리크는 은밀히 프리다와 계속 동거한다. 안나의 어머니 카린과 대화하던 중, 헨리크는 오케르블롬 가족 사이에서 환영받지 못한다고 고백한다. 카린은 안나가 그녀를 보살필 수 있는 성숙한 남자가 필요하다고 솔직하게 말하지만, 헨리크는 두 가지 면에서 부족하다고 말한다. 카린은 또한 헨리크가 여전히 프리다와 동거하고 있다고 안나에게 말하며, 이는 가족에 의해 확인된다. 프리다가 헨리크의 불행을 들먹이며 안나에게 헨리크를 다시 받아달라고 부탁할 때까지 헨리크와 안나는 서로를 만나지 않는다.
안나가 스위스에서 결핵 치료를 받는 동안, 오빠가 헨리크에게 안나가 더 이상 그와 이야기하고 싶지 않다고 전하기 위해 보내진다. 그러나 안나는 부모님 모르게 에른스트에게 헨리크에게 전달할 편지를 보내며 관계를 재개하고 싶다고 말한다. 부모님은 편지를 받고 안나의 아버지 요한이 그것을 개봉한 후 카린이 읽고 태워버린다. 요한이 죽은 후 카린은 안나에게 그 행위를 고백하고, 안나는 분노하여 헨리크를 찾아간다. 그때 헨리크는 스웨덴 북부의 외딴 마을 포스보다로 가서 나이 많고 병든 주임 목사의 교구에서 일할 계획을 세우고 있었다. 안나는 그와 함께 가기로 결심하고, 계급 갈등에도 불구하고 결혼한다.
베리만 부부는 첫아들 다그를 낳지만, 헨리크는 열악한 노동 조건을 지지하기를 거부하고 사회주의 모임을 위해 자신의 교회를 빌려주면서 지역 파업에 휘말린다. 이는 노르덴손을 불쾌하게 하는데, 노르덴손은 헨리크가 아내와 딸들과 함께 무릎 꿇는 것을 거부하기 때문에 헨리크의 딸들 교육 방식도 싫어한다. 그 사이 베리만 부부는 문제아 고아 페트루스를 집에 들인다. 나중에 헨리크와 안나는 예상치 못하게 스톡홀름으로 소환되어 소피아헤메트 병원 이사회를 주재하며 채플린을 찾고 있는 빅토리아 여왕을 만나는데, 대주교가 헨리크를 추천한 것이다. 만남 동안 빅토리아는 그에게 고통이 신에 의해 보내진다고 믿는지 묻는다. 그는 고통은 쓸모없고 신은 세상을 혐오스러운 눈으로 본다고 대답하고, 여왕에게 아첨해야 한다는 생각에 화를 내며 궁을 떠난다. 베리만 부부는 그 직책을 거절하지만, 마을 사람들은 소문을 통해서만 제안을 들었다는 것에 화를 내고, 헨리크가 교회에서 노르덴손을 공개적으로 모욕한 것에 당황한다.
화가 나고 둘째 아이를 임신 중인 안나는 페트루스를 보내야 한다고 주장하며, 영구적인 입양에 동의하지 않았고 그 아이가 싫다고 말한다. 페트루스는 대화를 엿듣고 격분하여 다그를 납치하여 얼음 강으로 데려간다. 베리만 부부는 그들을 보고 뒤쫓아, 헨리크가 다그를 구하고 페트루스를 때려눕힌 후 아이는 떠난다. 절망에 빠진 안나는 더 이상 포스보다에서 살 수 없다고 결심하고 다그를 오케르블롬 집으로 데려가고, 헨리크는 처음에는 마을에 머물기로 결심한다. 그는 마침내 스톡홀름 직책을 수락하고 안나에게 함께 가자고 부탁하며, 안나는 이것이 자신이 원하는 전부라고 대답한다.

## 출연

### 주연
- 사무엘 플로러
- 페닐라 어거스트
- 막스 폰 시도우

### 조연
- 기타 노비
- 본 켈먼
- 보르즈 알스테트
- 비욘 그라나스
- 거닐라 나이루스
- 마이클 세게르스트롬

## 기타
- 미술: 안나 아습